# Echter Jasmin

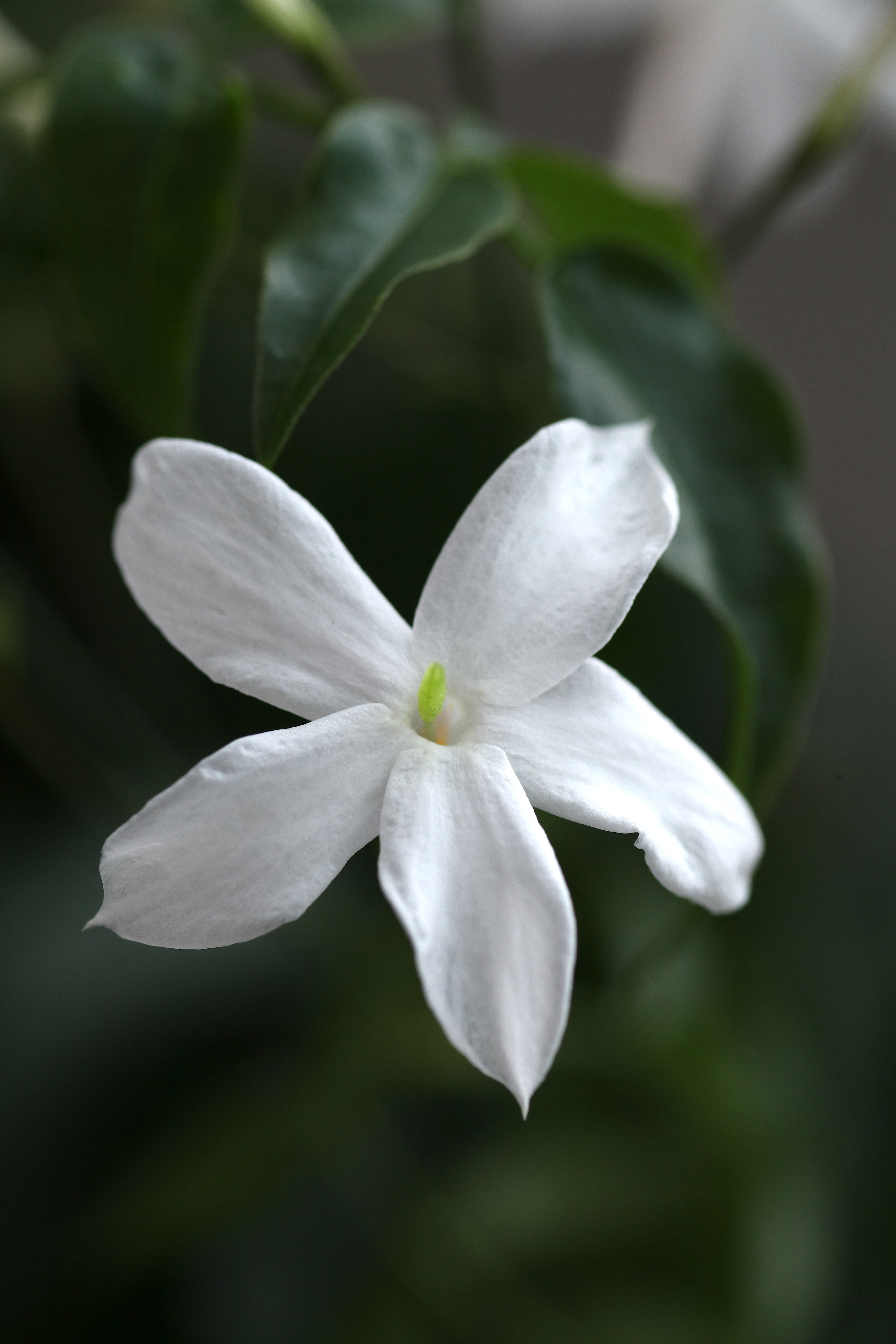
Einzelne Blüte

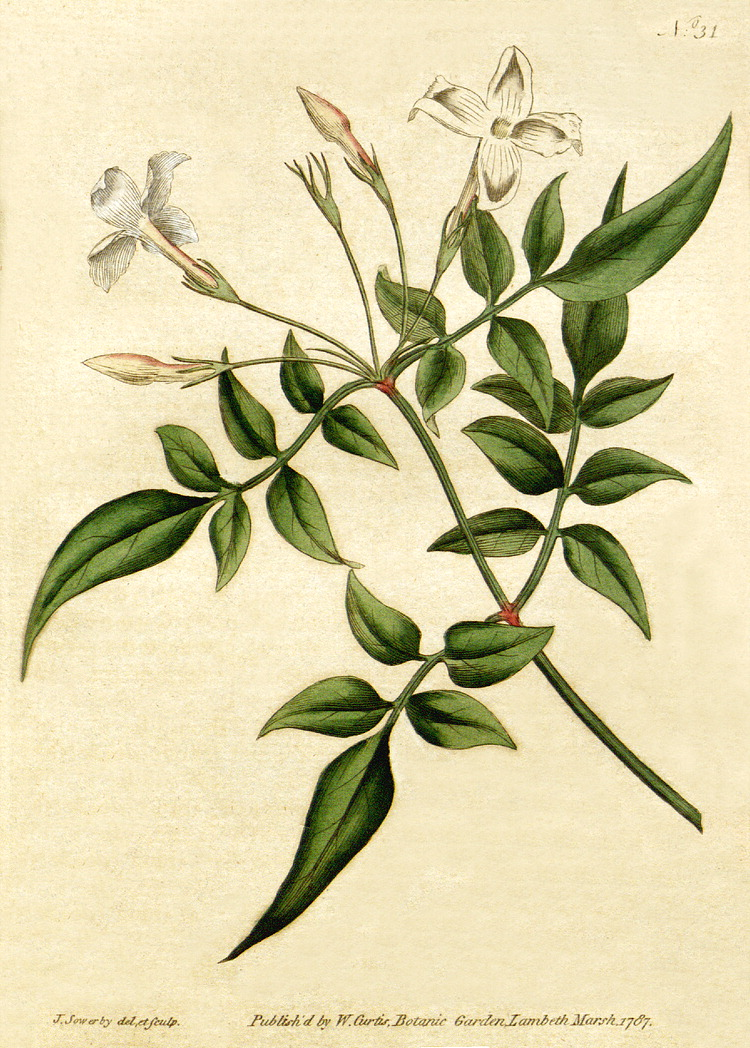
Illustration

Der Echte Jasmin oder Gewöhnliche Jasmin (Jasminum officinale) ist eine Pflanzenart in der Familie der Ölbaumgewächse (Oleaceae).

## Name
Als Bezeichnung für den echten Jasmin wurde im Verlaufe des 16. Jahrhunderts über türkische Vermittlung das Wort „Jasmin“ aus dem Persischen entlehnten jāsamin in verschiedenen Varianten ins Deutsche übernommen. Daneben gab es zunächst auch das Wort „veiolräben“ (Veilchenreben), das sich aber langfristig nicht durchsetzen konnte.

## Beschreibung
Der Jasmin ist ein sommergrüner, 0,4 bis 5 Meter, in Spalieren bis zu 10 Meter hoch kletternder Strauch mit grünen, vierkantigen, dünnen und rutenförmigen Zweigen. Die gestielten Laubblätter stehen gegenständig und sind aus fünf bis sieben (neun) Blättchen zusammengesetzt. Die kurz gestielten bis sitzenden, ganzrandigen, eiförmigen bis elliptischen, fast kahlen Blättchen sind spitz bis zugespitzt oder stumpf und 1 bis 6,5 Zentimeter lang.
Der Jasmin ist heterostyl und distyl. Die gestielten Blüten stehen endständig, einzeln oder bis zu siebt (zehnt) in Büscheln. Sie sind stieltellerförmig, zwittrig mit doppelter Blütenhülle und weiß sowie duftend, etwa 2,5 Zentimeter breit und stehen auf 0,4 bis 2,5 Zentimeter langen Blütenstielen. Der becherförmige Blütenkelch ist 1 bis 3 Millimeter groß, kahl oder wenig behaart mit fünf schmalen, langen Zipfeln. Der Kronsaum der schlanken Kronröhre ist fünflappig und 8 bis 12 Millimeter lang. Es sind 2 kurze Staubblätter in der Kronröhre vorhanden. Der zweikammerige Fruchtknoten ist oberständig mit schlankem Griffel und zweilappiger Narbe.
Der Jasmin blüht von Juni bis September.
Als Früchte werden runde bis ellipsoide, 8–10 Millimeter lange, ein- bis zweisamige, kahle Beeren mit beständigem Kelch gebildet, die bei Reife dunkelrot sind und sich später schwarz färben.
Die Chromosomenzahl beträgt 2n = 26.

## Verbreitung und Ökologie
Das natürliche Verbreitungsgebiet des Echten Jasmins liegt im Himalaja, im Kaschmir und in Südwest-China in Höhen von 1800 bis 4000 Metern. In Europa wurde er eingebürgert, man findet ihn auf der Iberischen Halbinsel, in Frankreich und Rumänien, außerhalb von Europa auch im Kaukasus und dem Iran. Er wächst in Steppen und Trockenwäldern auf mäßig trockenen bis frischen, nährstoffreichen Böden, die schwach sauer bis schwach alkalisch, kiesig oder sandig lehmig sein können. Er ist frostempfindlich und bevorzugt sonnigheiße Standorte.
Die ökologischen Zeigerwerte nach Landolt et al. 2010 sind in der Schweiz: Feuchtezahl F = 2 (mäßig trocken), Lichtzahl L = 4 (hell), Reaktionszahl R = 3 (schwach sauer bis neutral), Temperaturzahl T = 5 (sehr warm-kollin), Nährstoffzahl N = 3 (mäßig nährstoffarm bis mäßig nährstoffreich), Kontinentalitätszahl K = 2 (subozeanisch).

## Systematik
Der Echte Jasmin ist ein Vertreter der Gattung Jasminum in der Familie der Ölbaumgewächse (Oleaceae). Dort wird die Gattung der Tribus Jasmineae zugeordnet. Es werden drei Varietäten unterschieden:
- Jasminum officinale var. officinale: Junge Triebe, Blattstiele, Blätter und Blütenkelch sind kahl oder fein behaart.
- Jasminum officinale var. piliferum P.Y.Pai: Junge Triebe, Blattstiele, Blätter und Blütenkelch sind anliegend behaart.
- Jasminum officinale var. tibeticum C.Y.Wu: Mit kleineren Endblättchen, die eine Länge von 0,5 bis 1,6 Zentimeter und eine Breite von 0,2 bis 0,5 Zentimeter erreichen.[7]

## Verwendung
Der Jasmin wird aufgrund seiner dekorativen und duftenden Blüten als Zierstrauch kultiviert. Das ätherische Öl, welches mittels Lösungsmittel als Absolue gewonnen wird, verwendet man in der Aromatherapie, zur Parfumherstellung und als Aromastoff beispielsweise für Jasmintee oder Maraschinokirschen. Im Orient und in China werden schon seit Jahrtausenden duftende Öle aus den Blüten des Jasmin gewonnen, was sich auch in seinem persischen Namen ausdrückt (jāsamin oder jāsaman), der als Lehnwort auch im Arabischen verwendet wird. Er gelangte in der zweiten Hälfte des 16. Jahrhunderts aus türkischen Gärten über Italien nach Mitteleuropa.

## Trivia
Der Jasmin ist die Nationalblume Tunesiens und Pakistans.